# Grab, Cetinje
Grab este un sat din comuna Cetinje, Muntenegru. Conform datelor de la recensământul din 2003, localitatea are 32 de locuitori (la recensământul din 1991 erau 33 de locuitori).

## Demografie
În satul Grab locuiesc 30 de persoane adulte, iar vârsta medie a populației este de 54,7 de ani (48,1 la bărbați și 65,7 la femei). În localitate sunt 13 gospodării, iar numărul mediu de membri în gospodărie este de 2,46.
|  |

| Demografie | Demografie | Demografie |
| An         | Locuitori  | Locuitori  |
| ---------- | ---------- | ---------- |
|            |            |            |
|            |            |            |
|            |            |            |
|            |            |            |
| 1948       | 120        |            |
| 1953       | 137        |            |
| 1961       | 126        |            |
| 1971       | 108        |            |
| 1981       | 62         |            |
| 1991       | 33         | 33         |
| 2003       | 32         | 32         |

| \| Componența etnică conform recensământului din 2003[2] \| Componența etnică conform recensământului din 2003[2] \| Componența etnică conform recensământului din 2003[2] \| Componența etnică conform recensământului din 2003[2] \| Componența etnică conform recensământului din 2003[2] \| \| ----------------------------------------------------- \| ----------------------------------------------------- \| ----------------------------------------------------- \| ----------------------------------------------------- \| ----------------------------------------------------- \| \| \| \| \| \| \| \| Muntenegreni \| Muntenegreni \| \| 32 \| 100% \| \| necunoscută \| necunoscută \| \| 0 \| 0% \| |              |  |    |      |
| Componența etnică conform recensământului din 2003 |              |  |    |      |
| |              |  |    |      |
| Muntenegreni | Muntenegreni |  | 32 | 100% |
| necunoscută | necunoscută  |  | 0  | 0%   |